# 威廉·努塞爾特
恩斯特·卡夫·威廉·努塞爾特（德語：Ernst Kraft Wilhelm Nußelt；1882年11月25日—1957年9月1日）是一位德國工程師。努賽爾特曾於慕尼黑工業大學攻讀機械工程學，並於1907年自該校取得其博士學位。
1913至1917年於德勒斯登任教。在這段任教期間，他在沒有白金漢π定理或者其他由約翰·瑞利所建立的理論知識的幫助下，獨自建立了熱傳學的因次分析。也因此，他開啟了隨後熱傳學分析的大門。1917至1925年於瑞士與德國任教之後，他被任命為慕尼黑理論力學的主席。在那裡，他完成熱交換器領域的重大發展。他擔任該職直到1952年，並由另一位熱傳領域的重要人物恩斯特·施密特接任。
應用於流體力學及熱傳學的努塞爾數便是以他之名命名的。